# Нове (Великопольське воєводство)
Нове (пол. Nowe, нім. Nowen) — село в Польщі, у гміні Вонґровець Вонґровецького повіту Великопольського воєводства.
У 1975—1998 роках село належало до Пільського воєводства.